# Trachodema
Trachodema (лат.) — род мелких жуков-долгоносиков из подсемейства Cyclominae (Listroderini). Эндемики Южной Америки (Анды центральной части Чили). Длина 2,5—5,3 мм. Рострум среднего размера; опушение состоит из щетинок и чешуек с пальцевидными выростами; скапус длинный (в покое выходит за задний край глаза); переднеспинка поперечная. Trachodema близок к родам подтрибы Listroderina из трибы Listroderini и близок к родам Acroriellus, Acrorius, Acrostomus, Germainiellus, Antarctobius, Hyperoides, Listroderes, Lamiarhinus, Philippius, Rupanius, Methypora.
Питаются (как и другие близкие группы) листьями (имаго) и корнями растений (личинки). Среди растений хозяев: жук Trachodema tuberculosa отмечен на Atriplex semibaccata (Chenopodiaceae).

## Систематика
Род включает 2 вида.
- Trachodema paolae  Alonso-Zarazaga, 2012[3]
- Trachodema tuberculosa Blanchard, 1849